# Raoul Lonis
Raoul Lonis, né le 9 février 1933 à La Trinité, en Martinique, et mort le 18 août 2007 à Issy-les-Moulineaux, est un historien français. Durant ses études d'histoire ancienne à Paris, Raoul Lonis se spécialise dans l'histoire grecque. En 1962 il devient enseignant à l'Université de Dakar au Sénégal qu'il ne quitte qu'en 1980. Il participe durant son séjour à la rédaction d'un manuel d'histoire pour le programme des classes de 6e africaines et malgaches. Il devient ensuite professeur d'histoire grecque à l'Université de Nancy 2 où il termine sa carrière dans la deuxième moitié des années 1990.
Les travaux de Raoul Lonis portent dans un premier temps sur la guerre dans la Grèce antique. En 1969, il publie Les usages de la guerre entre Grecs et Barbares: des guerres médiques au milieu du IVe siècle av. J.-C.  puis en 1979 Guerre et religion en Grèce à l'époque classique: recherches sur les rites, les dieux, l'idéologie de la victoire.
Il organise dans les années qui suivent deux colloques à Nancy portant sur l'étranger dans le monde grec, en mai 1987 et septembre 1991, dont les actes sont publiés par les Presses Universitaires de Nancy.
Raoul Lonis est par ailleurs l'auteur d'un manuel universitaire sur la cité dans le monde grec visant à une grande clarté d'explication.